# 波洛希
波洛希（烏克蘭語：Пологи，羅馬化：Polohy，發音：[poˈɫɔɦɪ]），或按俄语译为波洛吉（羅馬化：Pologi），是乌克兰東南部扎波羅熱州波洛希区波洛希市镇内的城市，为该区和该市镇的行政中心。該市位於金卡河左岸，始建於1887年，面積16平方公里，海拔高度102米，2022年人口数量为18,111人。
該城在2022年俄羅斯入侵烏克蘭時，在3月7日被俄軍佔領。

## 图集

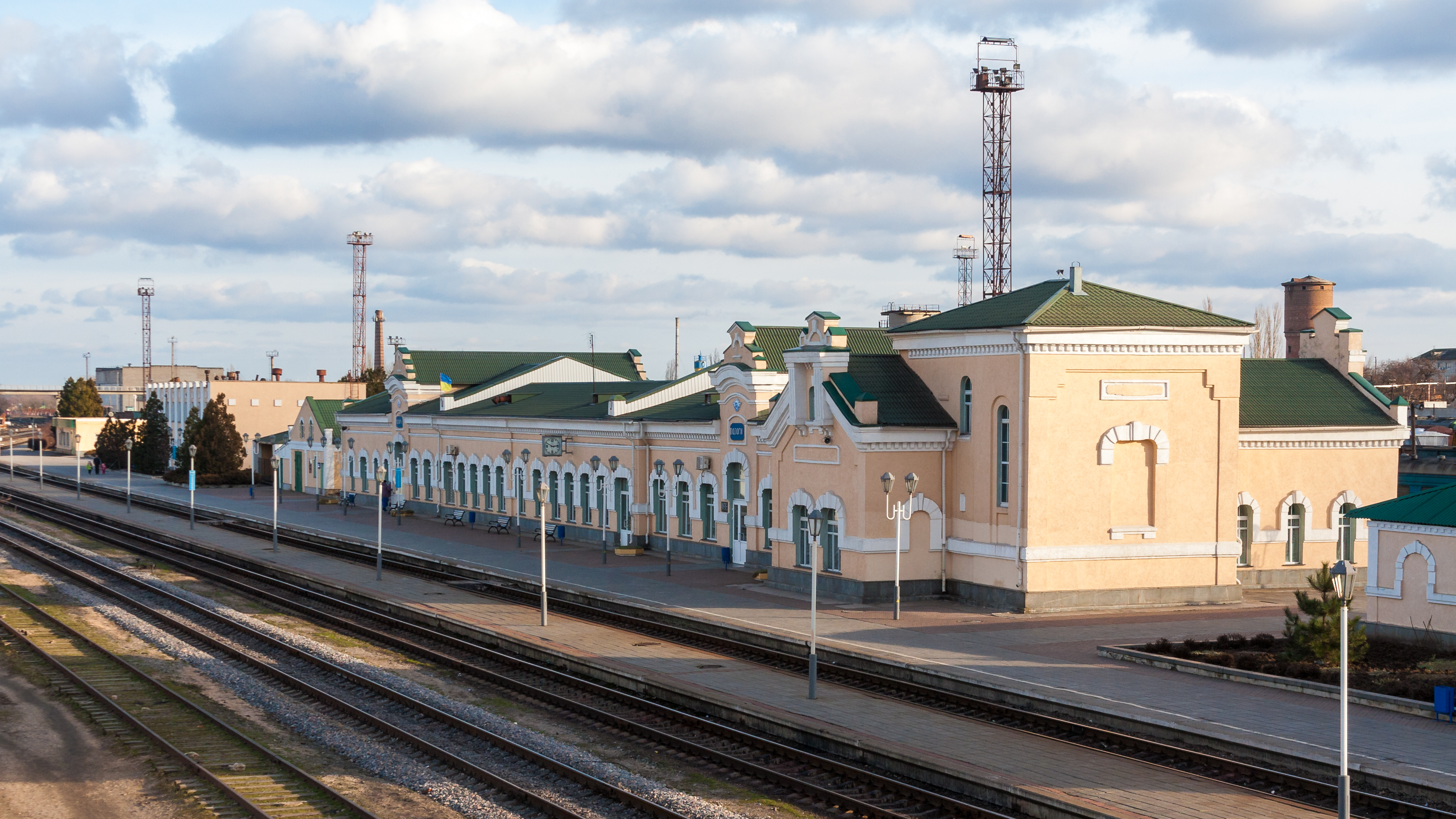
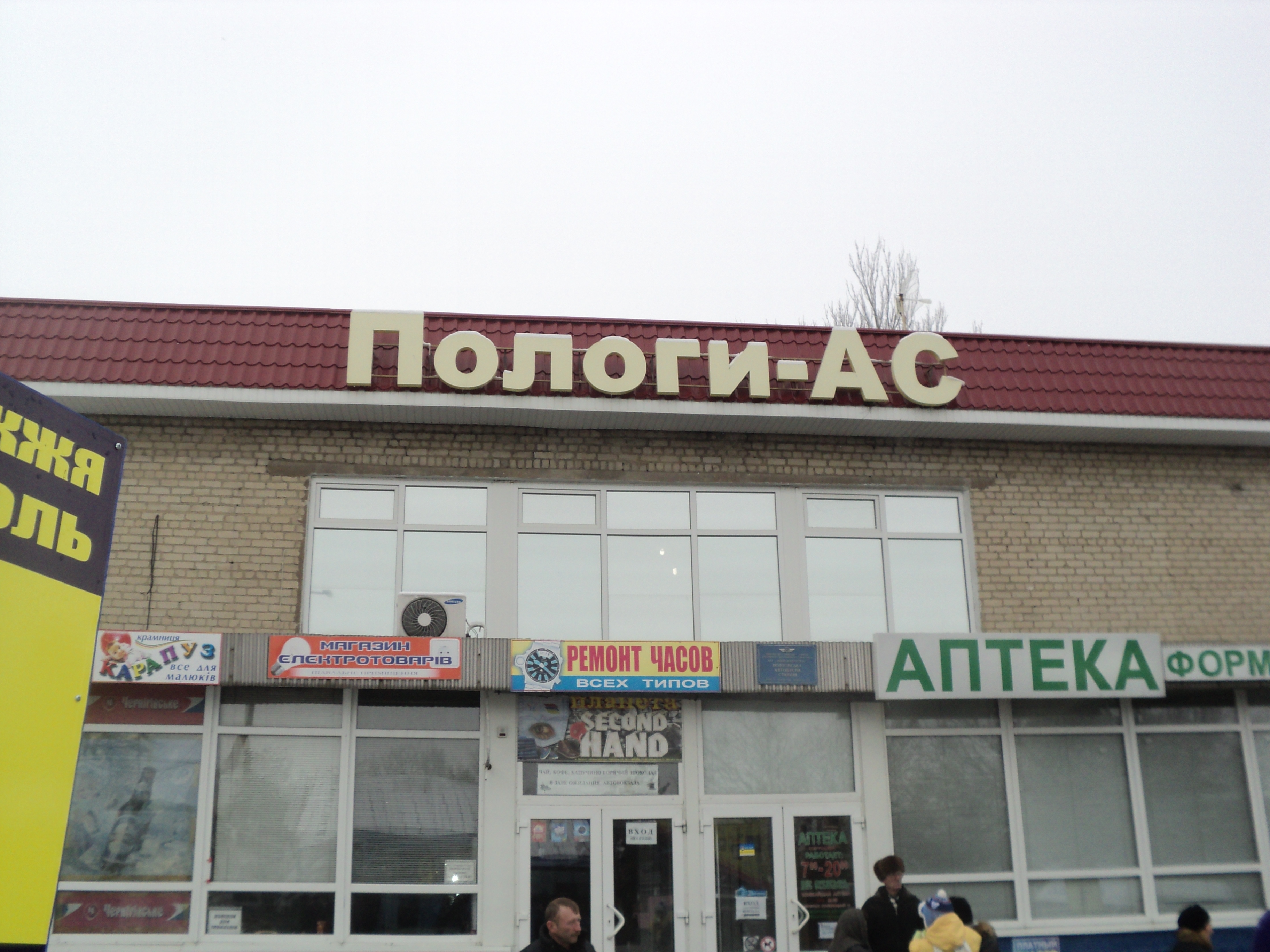